# Bejt Chazon
Bejt Chazon (hebrejsky: אֶלְיָשִׁיב, doslova „Dům vize“, v přepisu do angličtiny: Bet Hazon nebo Beit Hazon) je vesnice typu společná osada (jišuv kehilati) v Izraeli, v Centrálním distriktu, v Oblastní radě Emek Chefer. Leží v nadmořské výšce cca 35 metrů v hustě osídlené a zemědělsky intenzivně využívané pobřežní nížině respektive Šaronské planině. Západním směrem nedaleko od vesnice protéká vodní tok Nachal Alexander.
Obec se nachází 5 kilometrů od břehu Středozemního moře, cca 34 kilometrů severoseverovýchodně od centra Tel Avivu, cca 49 kilometrů jihojihozápadně od centra Haify a 8 kilometrů jižně od města Chadera. Bejt Chazon obývají Židé, přičemž osídlení v tomto regionu je etnicky převážně židovské. Vesnice vytváří společně s okolními obcemi Ge'ulej Tejman, Eljašiv, Kfar ha-Ro'e, Chibat Cijon, Cherev le-Et, Ejn ha-Choreš, Giv'at Chajim Ichud, Giv'at Chajim Me'uchad a Chogla téměř souvislou aglomeraci zemědělských osad. Tento urbanistický celek je navíc na severu napojen na město Eljachin.
Bejt Chazon je na dopravní síť napojen pomocí místních komunikací v rámci zdejší aglomerace zemědělských vesnic. Na západním okraji obec míjí dálnice číslo 4.

## Dějiny
Bejt Chazon byl založen v roce 1953. Pojmenován je podle rabína Avrohoma Ješaji Karelitze zvaného též Chazon Iš (חזון איש). Obyvateli jsou převážně Židé původem z USA, Jihoafrické republiky a Velké Británie. Další se sem přistěhovali z kibuců Lavi a Ejn ha-Naciv. Většina obyvatel pracuje v sektoru služeb nebo jako zaměstnanci.

## Demografie
Bejt Chazon obývají Židé. Osada nemá statut samostatné obce (byť má vlastní zastoupení v Oblastní radě Emk Chefer), ale jen části sousední obce Kfar ha-Ro'e. Přesné údaje o populačním vývoji proto nejsou k dispozici. Profil osady na portálu oblastní rady zde uvádí 45 bydlících rodin.